# Adipinsyra
Adipinsyra eller hexandisyra är en tvåvärd alifatisk karboxylsyra.

## Framställning
Adipinsyra tillverkas industriellt genom att bryta upp ringarna av cyklohexanol och cyklohexanon (som inte separerats efter tillverkningen). Cyklohexanol (C6H11OH) oxideras till cyklohexanon (C6H10O) av salpetersyra (HNO3) som reduceras till salpetersyrlighet (HNO2).
{\displaystyle {\rm {C_{6}H_{11}OH+HNO_{3}\rightarrow C_{6}H_{10}O+HNO_{2}+H_{2}O}}}
Ytterligare oxidation får ringarna att spricka varvid en karboxylgrupp kan bildas i varje ända.
{\displaystyle {\rm {C_{6}H_{10}O+3\ HNO_{3}\rightarrow C_{6}H_{10}O_{4}+3\ HNO_{2}}}}
Adipinsyra har traditionellt också framställts genom att vissa fetter upphettas med salpetersyra. Denna behandling oxiderar och klyver dubbelbindningar i omättade fettsyror, och ger en mängd olika reaktionsprodukter, varav adipinsyra är en. Det är denna framställningsmetod som gett upphov till trivialnamnet adipinsyra, eftersom fett på latin heter adeps.

## Användning
Adipinsyra används bland annat vid framställning av nylon och andra polymera material. Årligen tillverkas i storleksordningen en miljon ton adipinsyra.
Det kan också användas som surhetsreglerande medel och antioxidationsmedel i livsmedel, och har då E-nummer 355.